# Igor Jovović

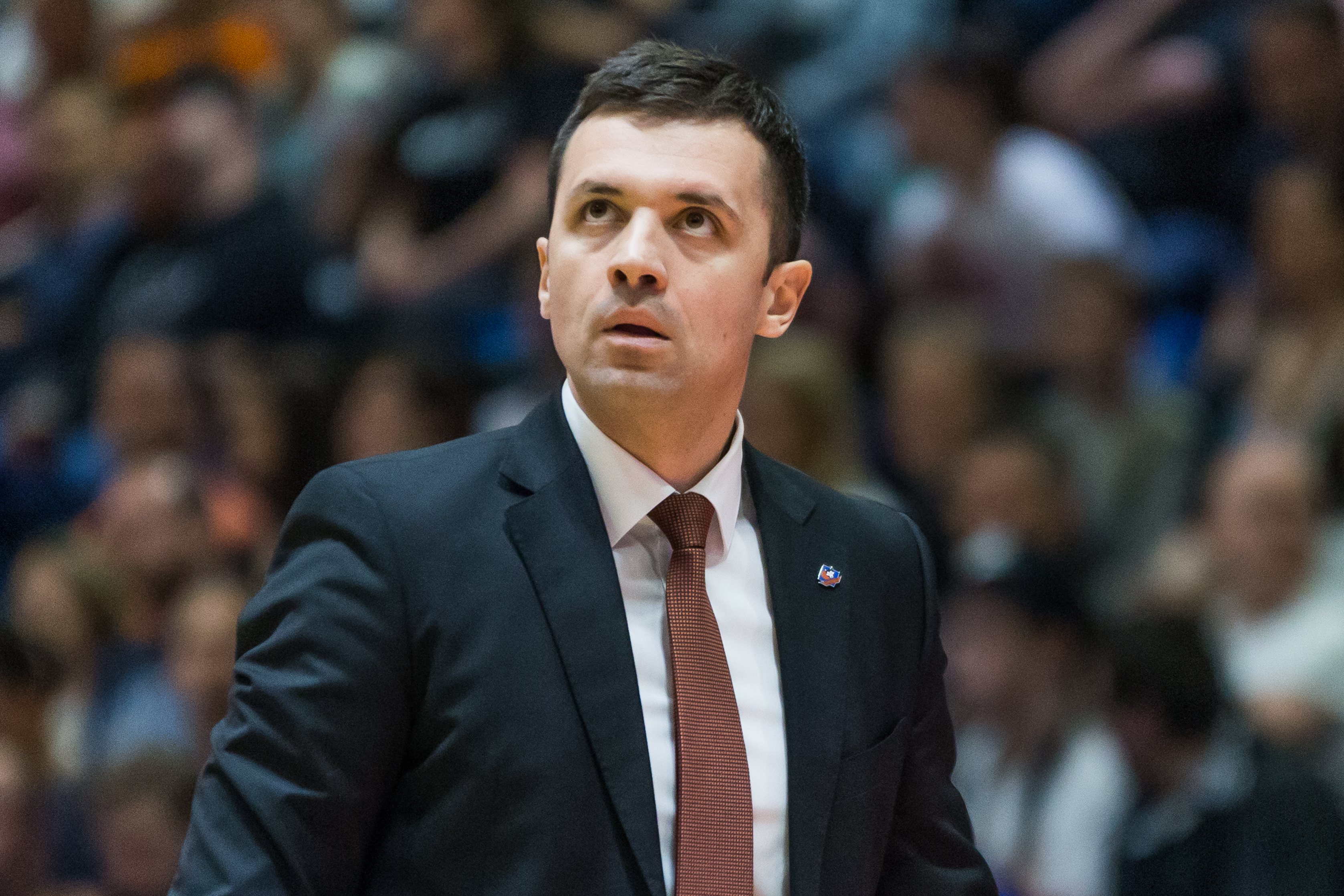
Igor Jovović 2018 als Trainer des MBC

Igor Jovović (* 16. Oktober 1982 in Podgorica) ist ein montenegrinischer Basketballtrainer.

## Laufbahn
Jovović arbeitete ab 2007 als Co-Trainer des montenegrinischen Spitzenvereins KK Budućnost Podgorica und wurde im April 2013 zum Cheftrainer befördert. Dieses Amt bekleidete er bis November 2015. In seiner Zeit als Assistenz- und dann Cheftrainer gewann Jovović sieben Mal die Landesmeisterschaft Montenegros (2009, 2010, 2011, 2012, 2013, 2014, 2015) und sechs Mal den nationalen Pokalwettbewerb (2009, 2010, 2011, 2012, 2014, 2015). Drei Mal kam die Mannschaft in dieser Zeit (2011, 2012, 2015) ins Halbfinale der länderübergreifenden Adriatischen Basketballliga. Vom Internetdienst eurobasket.com wurde er in der Saison 2014/15 als „Trainer des Jahres“ der montenegrinischen Liga ausgezeichnet. Im November 2015 trat er aus persönlichen Gründen als Podgoricas Trainer zurück. Zwischen Januar und März 2016 war er als Cheftrainer eines weiteren Erstligisten Montenegros, KK Sutjeska Nikšić, tätig.
Zusätzlich zu seinen Aufgaben als Vereinstrainer gehörte er unter anderem während der Europameisterschaften 2008 und 2009 als „Co“ zum Trainerstab der montenegrinischen U20-Nationalmannschaft. Bei der B-EM 2015 im Altersbereich U20 wirkte er als Cheftrainer und führte die Auswahl seines Heimatlandes ins Halbfinale. 2012 fungierte Jovović zudem als Assistenztrainer der A-Nationalmannschaft und 2013 als Cheftrainer der B-Nationalmannschaft.
Im Mai 2016 wurde Jovović vom Mitteldeutschen BC, der zuvor von der Basketball-Bundesliga in die 2. Bundesliga ProA abgestiegen war, als Cheftrainer eingestellt. Er führte den MBC im Frühjahr 2017 zum Gewinn des ProA-Meistertitels und somit zum (Wieder-)Aufstieg in die Bundesliga. Während der Sommerpause 2018 nutzte Jovović eine Ausstiegsklausel in seinem Vertrag, um den MBC zu verlassen und zum polnischen Erstligisten Stelmet Zielona Góra zu wechseln. Nach einer Saison kam es zwischen Jovović und der polnischen Mannschaft im Juli 2019 zur Trennung. Zur Saison 2019/20 wechselte er zum FC Bayern München und wurde dort Co-Trainer.
Im Juli 2020 unterschrieb Jovović beim Bundesligisten Telekom Baskets Bonn einen Zweijahresvertrag als Cheftrainer. Nach einem Saisonauftakt mit lediglich drei Siegen aus den ersten elf Bundesliga-Partien trennten sich die Bonner im Januar 2021 von Jovović. In der Sommerpause 2021 trat er erneut das Cheftraineramt beim Bundesligisten Mitteldeutscher BC an. Am 17. April 2023 wurde er vom MBC nach einer Niederlagenserie (sieben Spiele in Folge verloren) und ernsthafter Abstiegsgefahr von seinen Aufgaben entbunden.
Im Sommer 2024 nahm er das Angebot an, Trainer des Vereins Kazma in Kuwait zu werden.